# تنقيب مقالب النفايات

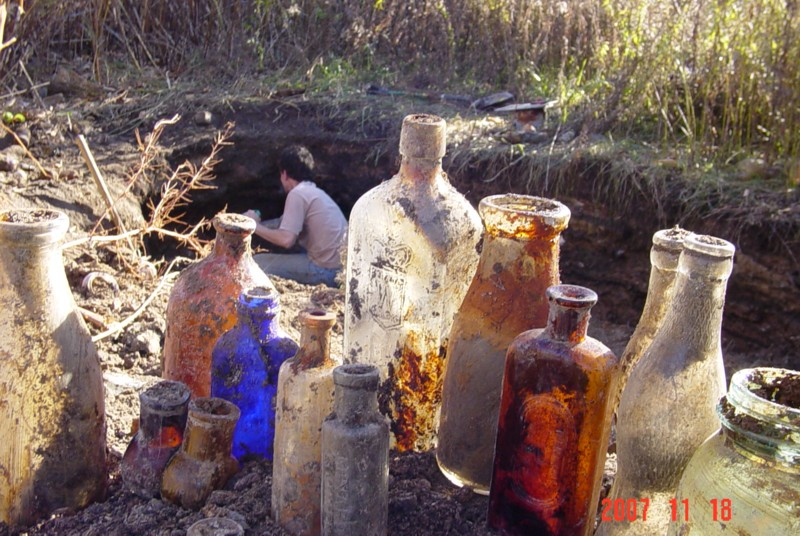
التنقيب بمقلب نفايات قديم في مدينة ميفورد، بولاية أونتاريو

تنقيب مقالب النفايات هو ممارسة تحديد موقع مقالب النفايات القديمة وحفرها بقصد اكتشاف الأشياء التي لها قيمة محتملة مثل المقتنيات أو التحف. أحيانًا ما يكون عمر هذه المقالب قرونًا ولكن غالبًا ما يعود عمرها إلى أواخر القرن التاسع عشر أو بدايات القرن العشرين. ومن بين أشياء أخرى، يرتبط تنقيب مقالب النفايات مباشرة بجمع القوارير العتيقة والزجاج. وهو أحد أشكال التنقيب التاريخي التي تنطوي على ساعات طويلة من العمل بجاروف ومعول وأدوات يدوية أخرى. وقد تم العثور على أدلة احتمال وجود مقلب للزجاجات العتيقة أو ركام نفايات وذلك في المناطق التي من المرجح أنها كانت مقلبًا في الماضي البعيد. ويبحث المنقبون عمومًا عن إشارة تقود إلى أكوام النفايات التي كانت موجودة قبل العشرينيات من القرن العشرين في الغابات أو أسفل السدود أو أماكن المنازل أو الشركات القديمة. يمكن أن ينتج عن المشي لمسافات طويلة على طول المجاري المائية ومناطق المستنقعات، وخاصة خلال فترات الجفاف، خيوط مهمة تؤدي إلى اكتشافات جيدة. بالإضافة إلى ذلك، يحيط بالعديد من المدن الساحلية مدافن النفايات أو "المقالب"، وهي أماكن ترسبت بها كميات هائلة من القمامة في الماضي بهدف إيجاد أفدنة إضافية من الأملاك والأراضي العقارية. يمكن أن يستغرق البحث عدة أشهر في كل موقع من تلك المواقع للوصول إلى منطقة حفر مناسبة كسطح للعمل.

## الخلفية والخلافات
يتم تنقيب مقالب النفايات من أجل جمع أشياء يمكن أن تكون لها قيمة، مثل تلك التي ترجع إلى الفراعنة على الأقل. ويتبع المنقبون لأسباب عملية أساليب غير شرعية بالنسبة لتلك التي يتبعها علماء الآثار الأكاديميون أو أمناء المتاحف في تنفيذ مشاريعهم. وبخلاف المراحيض والخزانات والآبار التي يستكشفها المنقبون التاريخيون الآخرون ويستخرجون منها استكشافات ثمينة، فعادة ما تكون مقالب النفايات مصادر مؤقتة. وغالبًا ما تقع في ممتلكات يجري تغييرها بشكل نهائي بسبب عمليات التطوير الرئيسية وعوامل أخرى.
وساعدت استجابة الأكاديميين للتكهنات بشأن تنقيب مقالب النفايات وأماكن الحفر الخاصة والكشف عن المعادن والبحث في النفايات وغيرها في وضع القوانين التي تجرّم في الأساس أي شخص يكتشف أي جسم له عمر معين، وعادة من 50-100 سنة فقط، بغض النظر عن مكان وجوده.

## المواد التي تم العثور عليها ومواقعها

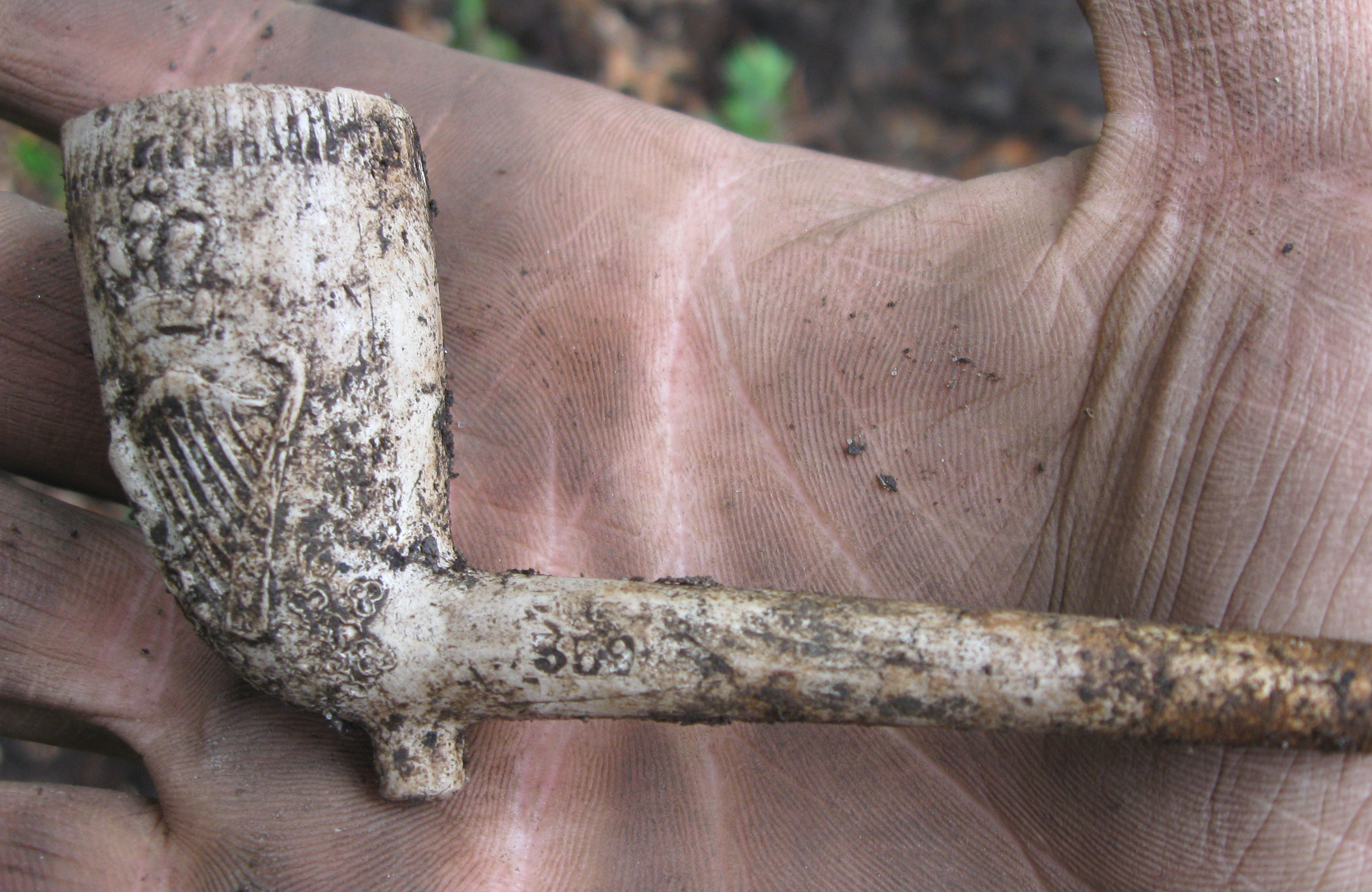
ماسورة من الصلصال تم اكتشافها أثناء التنقيب في مستودع زجاجات قديمة (حوالي عام 1870).

يمكن أن يسفر التنقيب في مقالب النفايات عن عناصر مختلفة وتحف في كل موقع. يمكن أن تكون مقالب نفايات المدن مختلفة بعض الشيء عن مقالب نفايات المزارع أو مقالب نفايات السكك الحديدية ولكن في كل حالة يمكن أن يكون هناك خزف يعود عمره إلى عصر النهضة الصناعي والخزف الحجري والصيني وأنابيب التبغ والآثار العسكرية مثل الحراب وفوهات البنادق وكرات بندقية قديمة وأزرار موحدة وأزرار أخرى والرخام ومجموعة متنوعة من الأشياء الأخرى. ومع ذلك، فإن نسبة كبيرة من اكتشافات النفايات تم العثور عليها بصورة روتينية في حالة شديدة من التحلل أو متضررة أو مكسورة تمامًا. وحتى بالنسبة للأشياء التي اجتازت اختبارات الزمن، ففي كثير من الحالات تكون قيمتها المالية منخفضة. ومع ذلك، فهناك استثناءات عديدة لهذه القاعدة العامة تبقي منقبي النفايات مشغولين بالبحث وأحيانًا هناك مفاجآت عما يسفر عنه التنقيب في مواقعهم.
من خلال عملية مشتركة تعرف باسم التقليب، كانت هناك كميات هائلة من النفايات الناتجة عن المدن والبلاد ملقاة في الموانئ، وعلى طول شواطئ المستنقعات وغيرها من المناطق مكونة أراضي عقارية قابلة للنمو رخيصة الثمن. ويعتبر التنقيب في هذه المناطق شكلاً من أشكال التنقيب في القمامة. وأحيانا ما يعاد اكتشاف الأجزاء الصغيرة بعيدة المنال والعميقة وتكون في الغالب النفايات المدفونة تحت الرماد أثناء تنفيذ مشاريع التنمية الكبرى. وفي الحقيقة، تم ترسيب كميات هائلة من مواقع النفايات اليومية في أماكن عادة ما يكون صعب الوصول إليها. لم يتم التحقق من الجزء الأكبر من هذه القمامة والكثير منها لم يكتشف حتي وقتنا الحالي. ومع ذلك، فمن خلال البحث والبحث النشط تظهر أحيانًا فرصة سانحة لحفر أجزاء صغيرة تجد بها الزجاجات القديمة وغيرها من الأشياء التي لا تزال باقية فضلاً عن التحف اللافتة للنظر أو المقتنيات أو التحف. وكثيرًا ما تتحول المجاري المائية بعد قرون عدة إلى بقع رئيسية للتخلص من الأجهزة المنزلية والنفايات الصناعية لكن عادة ما يكون التوصل إليها مستحيلاً دون معدات باهظة الثمن. إلى جانب المعلومات الحالية الناتجة عن جهود منقبي النفايات وغيرهم، تنتظرهم ثروة من المعلومات الإضافية بين مدافن النفايات المنتشرة بشكل واسع وأماكن رمي القمامات الأخرى.